# Route départementale 101 (Guadeloupe)
 (avril 2021).
Si vous disposez d'ouvrages ou d'articles de référence ou si vous connaissez des sites web de qualité traitant du thème abordé ici, merci de compléter l'article en donnant les références utiles à sa vérifiabilité et en les liant à la section « Notes et références ».
Pour les articles homonymes, voir Route départementale 101.
La route départementale 101, ou RD 101, est une route départementale française en Guadeloupe de 21 km, qui relie Les Abymes à la commune du Moule.